# Expositurkirche Falterschein

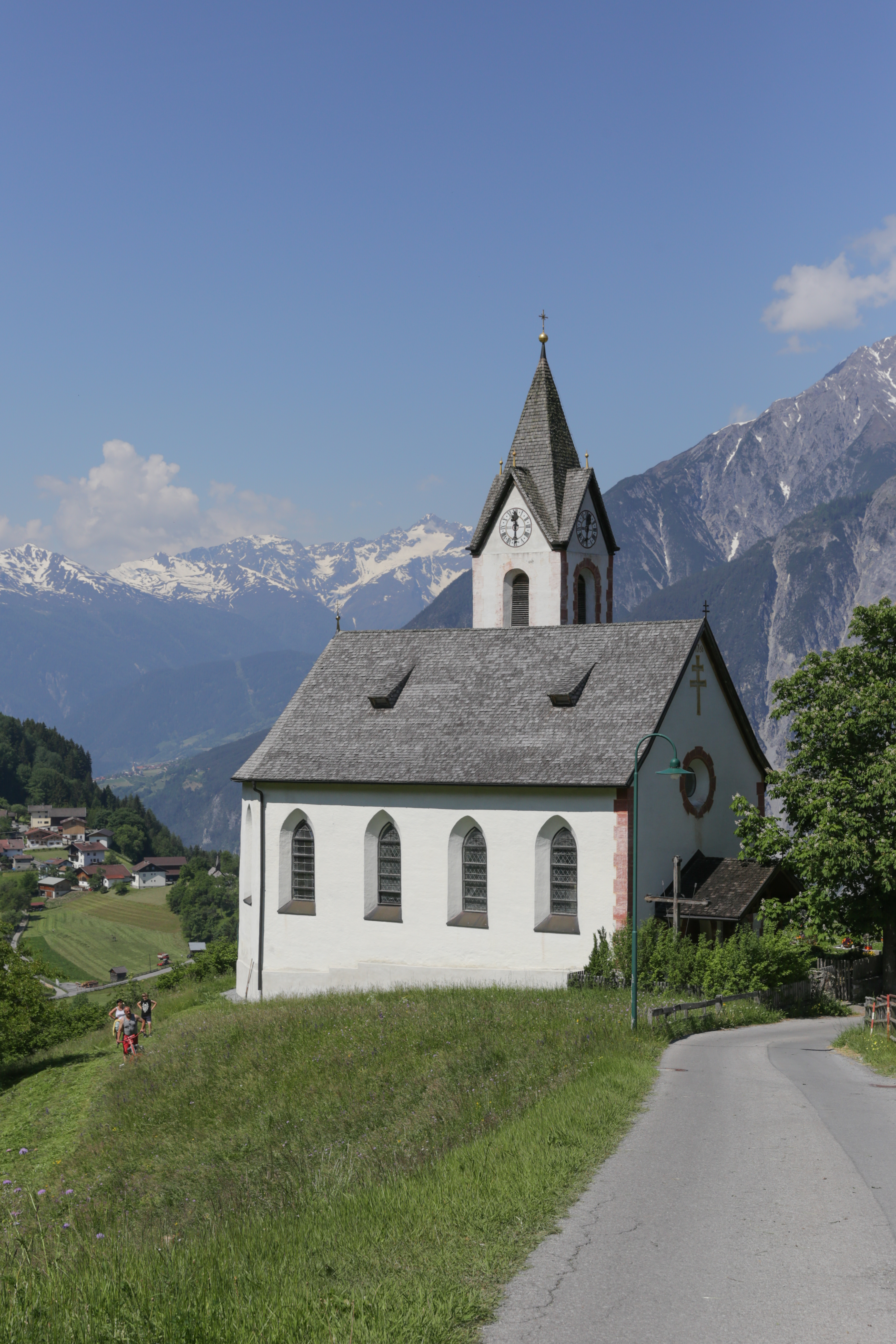
Expositurkirche Mariä Reinigung in Falterschein

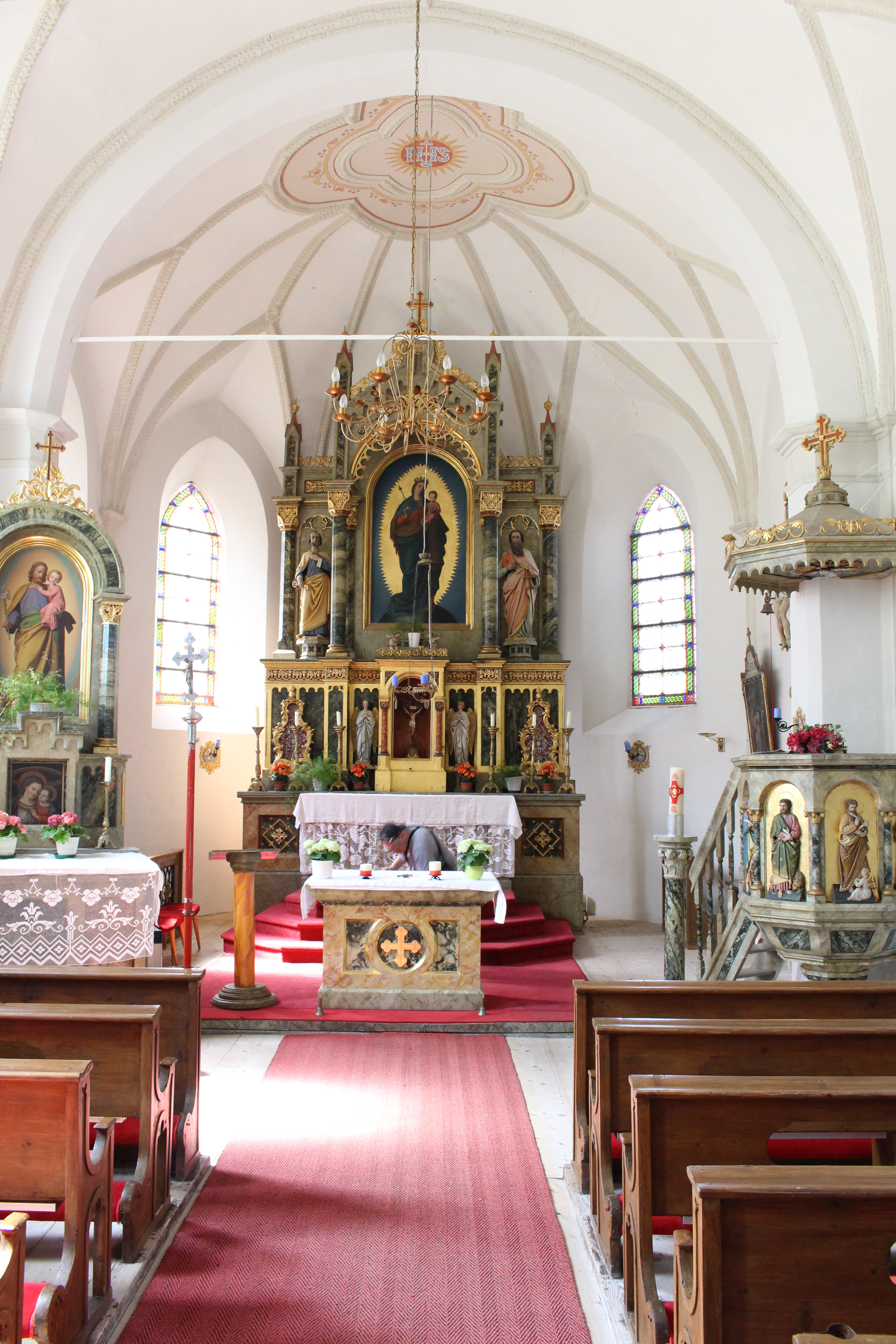
Innenansicht

Die römisch-katholische Expositurkirche Falterschein steht im Weiler Falterschein der österreichischen Gemeinde Zams in Tirol. Sie ist dem Fest Mariä Reinigung geweiht und ist eine Expositur der Pfarre Zams im Dekanat Zams in der Diözese Innsbruck. Das Gebäude steht unter Denkmalschutz (Listeneintrag).

## Lagebeschreibung
Die Kirche steht im Weiler Falterschein hoch über dem Inntal auf einem Geländevorsprung. Sie ist von einem Friedhof umgeben.

## Geschichte
1669 wird erstmals eine Kapelle ursprünglich genannt. Diese wurde wahrscheinlich 1708 erweitert. Die erweiterte Kapelle wurde 1713 geweiht.

## Architektur
Außenbeschreibung
Die Kirche ist ein schlichter, nach Westen ausgerichteter Saalbau. An der Nordseite des Langhauses schließt ein Kirchturm mit kurzem Giebelspitzhelm und rundbogigen Schallfenstern an den Kirchenbau an.
Innenbeschreibung
Das Langhaus ist dreijochig durch Pilaster gegliedert. Der abgefaste Triumphbogen mit Kämpfergesimsen trennt das Langschiff vom Chorraum. Dieser schließt im 5/8. Über dem Chorraum ist ein Stichkappentonnengewölbe, das auf Runddiensten ruht. Der Gewölbestuck ist im Stil des 17. Jahrhunderts entstanden und besteht aus Längs- und Quergurten, Vierpassfeldern und Blattstäben. Die Empore ist aus Holz.

## Ausstattung
Der Hochaltar stammt aus dem dritten Viertel des 19. Jahrhunderts. Das Altarbild zeigt „Maria mit Kind“, gemalt von Georg Mader. Auf der Bildrückseite ist eine Stifterinschrift von 1856. Die flankierenden Holzfiguren stellen die Heiligen Petrus und Paulus dar. Im Tabernakel ist eine barocke Kreuzigungsgruppe aus der Mitte des 18. Jahrhunderts zu sehen. Seitenaltar und Kanzel stammen aus dem dritten Viertel des 19. Jahrhunderts. Die Relieffiguren am Kanzelkorb stellen die vier Evangelisten dar. Die barocken Kreuzwegstationsbilder stammen von Johann Paul Scheiber aus dem Jahr 1737. Das Kruzifix ist vom Anfang des 18. Jahrhunderts, die zwei Leinwandbilder „Pietà“ und „Ecce homo“ stammen aus dem 18. Jahrhundert.

## Orgel
Die Orgel von Franz Weber stammt aus der zweiten Hälfte des 19. Jahrhunderts.

## Glocken
Eine der drei Glocken wurde um 1500 gegossen, die zweite 1797 sowie die dritte von Joseph Grassmayr im Jahr 1793.